# 科尔多瓦自由镇
科尔多瓦自由镇（西班牙語：Villafranca de Córdoba）是西班牙安达卢西亚自治区科尔多瓦省的一个市镇。总面积59平方公里，总人口3703人（2001年），人口密度63人/平方公里。

## 人口
| 科尔多瓦自由镇         |
|                        |
| 来源：西班牙国家统计局 |